# Harald Wejryd
Karl Harald Valfrid Wejryd, född 13 mars 1913 i Skerike församling, Västmanlands län, död 29 juni 2005 i Västerås domkyrkoförsamling, var en svensk präst och författare.
Harald Wejryd var son till lantbrukaren Karl Vilhelm Andersson och Hulda Gyllenflykt. Han tjänstgjorde efter studier vid Svenska Missionsförbundets teologiska semniarium som pastor inom Svenska Missionsförbundet 1941–1952.
Förkunnargärningen fortsatte sedan inom Svenska kyrkan, han studerade teologi i Uppsala från 1952 innan han 1953 prästvigdes i Västerås. Han blev Dr Theol vid S:t Andrews ekumeniska universitet i London 1958. Han fick missiv till Västerås, Nora, Sala och Grytnäs, blev tillförordnad komminister i Västerås-Barkarö församling 1959 och kyrkoadjunkt där i januari 1962. Samma år tillträdde han som komminister i Björksta församling i Västmanland.
Han blev teologie doktor när han 1984 disputerade på avhandlingen Från konventikel och väckelse till friförsamling och denomination: en skildring av Den fria missionens i Finland uppkomst och utveckling fram till 1890. Harald Wejryd skrev också flera böcker.
Harald Wejryd gifte sig 1945 med adjunkten Birgitta Lahger (född 1924), dotter till rektor Gunnar Lahger och Tora Andersson. Båda deras barn blev präster, äldst är sonen Anders Wejryd (född 1948) och yngst är Cecilia Wejryd (född 1959).